# رينو بيسكوبو
رينو بيسكوبو (بالإنجليزية: Reno Piscopo)‏ هو لاعب كرة قدم أسترالي في مركز الوسط، ولد في 27 مايو 1998 في ملبورن في أستراليا. لعب مع إنتر ميلان.

## وصلات خارجية
- رينو بيسكوبو على موقع إي إس بي إن إف سي (الإنجليزية)
- رينو بيسكوبو على موقع قاعدة بيانات كرة القدم.إي يو (الإنجليزية)
- رينو بيسكوبو على موقع Soccerbase.com (لاعب) (الإنجليزية)
- رينو بيسكوبو على موقع Soccerway.com (الإنجليزية)
- رينو بيسكوبو على موقع عالم كرة القدم.نت (الإنجليزية)
- رينو بيسكوبو على موقع أوليمبيديا (الإنجليزية)